# Rio Vacas Gordas
 (juillet 2014).
Si vous disposez d'ouvrages ou d'articles de référence ou si vous connaissez des sites web de qualité traitant du thème abordé ici, merci de compléter l'article en donnant les références utiles à sa vérifiabilité et en les liant à la section « Notes et références ».
 (juillet 2014).
Le rio Vacas Gordas est une rivière brésilienne du centre-sud de l'État de Santa Catarina, et appartient au bassin hydrographique de l'Uruguay.

## Géographie
Il naît sur le territoire de la municipalité de Capão Alto et s'écoule d'est en ouest. Sur la partie inférieure de son cours, il marque la frontière entre les municipalités de Capão Alto et Campo Belo do Sul. Il finit par rejoindre le rio Pelotas sur sa rive droite.